# 豊後国風土記
『豊後国風土記』（ぶんごのくにふどき）は、奈良時代初期に編纂された豊後国（ほぼ現在の大分県に相当）の風土記である。現存する5つの風土記のうちのひとつ。

## 概要
『豊後国風土記』の正確な成立年代は不詳であるが、『日本書紀』中の景行紀とほぼ一致する記事が含まれること等から、720年以降で、遅くとも740年頃までの間であると考えられる。近年の研究では、形態が類似する『出雲国風土記』が天平5年（733年）に完成したとされることから、『豊後国風土記』も同じく天平5年頃に成立したとの説が有力である。
編者も不詳であるが、大宰府が深く関わっていたと推定される。一説では、天平4年（732年）に西海道節度使として大宰府に着任した藤原宇合が、九州の他の国の風土記と合わせてわずか10か月ほどで完成させたともいわれる。
文献としての体裁を保つ数少ない風土記の1つであり、その存在は『出雲国風土記』とともに近世以降確認されていた。しかし、現存する写本は、巻首と各郡首はそろっているものの、他は欠落した部分が多い。そのため、主に抄本と考えられ、文の量も現存する5つのうちでは最も少ない。また、抄本であること、『日本書紀』の記述と一致する記事が含まれること等から、後世の偽撰とする説がある。
『豊後国風土記』には現在までに100種以上の写本が確認されているが、その祖本は1980年に存在が確認された冷泉家に伝わる書写本であるとされる。この書写本には永仁5年（1297年）の奥書がある。『豊後国風土記』が広く世に流布されるようになったのは、寛政12年（1800年）に刊行された荒木田久老による板本と、文化元年（1804年）に刊行された岡藩で『豊後国志』の編者として知られる唐橋君山（唐橋世済）による注釈本『箋釈豊後風土記』に拠るところが大きいとされる。

## 構成と内容
巻首には国名の由来が記載され、それに続いて、日田、玖珠、直入、大野、海部、大分、速見、国埼の各郡の名前の由来及び各地の伝承等が記載されている。地名はその由来を景行天皇の九州巡幸に求めたものが多い。また土蜘蛛の記述を多く含むことも大きな特徴と言える。

### 国名の由来
景行天皇の命で国を治めていた菟名手（うなで）が豊前国仲津郡（なかつぐん）（現在の福岡県行橋市、みやこ町の一部）を訪れたところ、白鳥が飛来し、はじめは餅に化し、その後、冬にもかかわらず何千株もの芋草（里芋）に化して茂った。菟名手がこれを天皇に報告したところ、天皇は「天の瑞物、土の豊草なり」と喜び、この地を「豊国」と名付けた。これが後に二つの国に分かれて豊後となった。

### 郡とその名前の由来
- 日田郡（ひたのこおり） - 景行天皇が巡幸した際に、この地で久津媛（ひさつひめ）という神が人と化して迎えたことから久津媛郡と名付けられたのが訛った。
- 球珠郡（くすのこおり） - 昔、大きな樟があったことから名付けられた。
- 直入郡（なおりのこおり） - 昔、真っ直ぐに伸びた大きな桑の樹があったことから直桑（なほくは）といったのが訛った。
- 大野郡（おおののこおり） - 大部分が原野であったことから名付けられた。
- 海部郡 （あまのこおり） - 海人が多く住んでいたことから名付けられた。
- 大分郡（おおいたのこおり） - 景行天皇が巡幸した際に、地形を見て、広く大きいので碩田国（おほきたのくに）と名付けたのが訛った。
- 速見郡（はやみのこおり） - 景行天皇が巡幸した際に、この地で女王の速津媛（はやつひめ）に迎えられたことから名付けられた。
- 国埼郡（くにさきのこおり） - 景行天皇が海路で巡幸した際に、「彼（そ）の見ゆるは、若（けだ）し、国の埼（さき）ならむ」と言ったことに因んで名付けられた。

なお、各郡の読みは、『和名類聚抄』に記載された読みを現代仮名遣いで表記したものである。

### その他の主な記事
- 五馬山の五馬姫（いつまひめ）、禰宜野の打猴（うちさる）・八田（やた）・國摩侶、網磯野（あみしの）の小竹鹿奥（しのかおさ）・小竹鹿臣（しのかおみ）、鼠の磐窟（いわや）の青・白等の土蜘蛛征伐の記事が多数見られる。
- 現在の別府温泉の「赤湯の泉（赤湯泉）」（現在の血の池地獄）、「玖倍理（くべり）湯の井」（現在の鉄輪温泉の辺りを指すと考えられている。）をはじめとする温泉についての記載が多く見られる。